# (73093) 2002 GG20
(73093) 2002 GG20 – planetoida z pasa głównego asteroid okrążająca Słońce w ciągu 3,73 lat w średniej odległości 2,4 j.a. Odkryta 14 kwietnia 2002 roku.